# Cardinal Lemoine (metropolitana di Parigi)
Cardinal Lemoine è una stazione della linea 10 della metropolitana di Parigi.

## La stazione
La stazione fu inaugurata nel 1931 in onore del cardinale Jean Lemoine (1250-1313), legato pontificio di papa Bonifacio VIII presso Filippo IV di Francia.

### Accessi
- 28, rue Monge
- 55, rue du Cardinal-Lemoine

## Interscambi
- Bus RATP: linee 47 e 89